# Miriam Maertens
Miriam Maertens (* 1970 in Hamburg) ist eine deutsche Schauspielerin.

## Herkunft
Miriam Maertens entstammt der Hamburger Schauspielerfamilie. Sie ist die Enkelin von Willy Maertens und Charlotte Kramm und die Tochter von Peter Maertens. Auch ihre älteren Brüder Kai und Michael sind Schauspieler. Der Name der Familie ist eng mit dem Thalia Theater in Hamburg verknüpft, wo Willy Maertens Intendant war und alle Kinder ihre Schauspielkarriere begonnen haben.

## Leben
Miriam Maertens studierte Schauspiel an der Hedi-Höpfner-Schule. Mit 18 Jahren spielte sie zum ersten Mal am Thalia Theater in dem Stück Tartuffe. Später trat sie unter anderem am Renaissance-Theater in Berlin, am Bremer Theater, dem Theater Freiburg, dem Stadttheater Bern, der Schaubühne Berlin und am Schauspiel Bonn auf. Zwischen 2005 und 2019 war sie Mitglied des Ensembles am Schauspielhaus Zürich. Dort trat sie beispielsweise in den Stücken Platonow (Regie Barbara Frey), Volksvernichtung oder Meine Leber ist sinnlos (Heike M. Goetze), Der ideale Mann (Tina Lanik) und Faust 1–3 (Dušan David Pařízek) auf. Zur Spielzeit 2019/20 engagierte sie Sonja Anders als festes Ensemblemitglied an das Schauspiel Hannover, wo sie bis 2023 blieb.
Sie hatte außerdem einige kleinere Rollen im Film und Fernsehen, wie die einer Novizin in der deutsch-schweizerischen Satire Probefahrt ins Paradies.
Maertens machte 2017 bekannt, dass sie seit ihrer Geburt an Mukoviszidose leidet und deshalb im Jahre 2012 eine neue Lunge transplantiert bekam. In ihrer 2018 erschienenen Autobiografie beschreibt Maertens, mit welchen Schwierigkeiten sie zu kämpfen hatte, bis sie sich ihren Berufswunsch, Schauspielerin zu werden, erfüllen konnte. Trotz starker Bedenken ihrer behandelnden Ärzte und ihrer Familie entschloss sich Maertens auch, eine Schwangerschaft auszutragen. Ihr Sohn Joshua kam zwar gesund zur Welt, aber der Gesundheitszustand von Maertens verschlechterte sich so sehr, dass schließlich eine Lungentransplantation vorgenommen wurde. Aus Furcht, dass dadurch ihre berufliche Karriere beeinträchtigt werden könnte, hielt sie den Vorgang aber bis 2017 vor der Öffentlichkeit geheim. Die Autobiografie wurde 2021 mit dem Titel Die Luft zum Atmen verfilmt, worin Maertens ihre eigene Ärztin spielt. Auch ihre Brüder Kai und Michael sowie ihr Sohn Joshua übernahmen Rollen in dem Film.

## Filmografie
- 1992: Probefahrt ins Paradies
- 1995: Großstadtrevier, Folge: Die Uhr des Lebens (Fernsehreihe)
- 1997: Faust, Folge: Villa Palermo (Fernsehreihe)
- 2000: Die Wache, Folge: Eine Frage des Gewissens (Fernsehreihe)
- 2005: Sommer mit Hausfreund (Fernsehfilm)
- 2021: Requiem für einen Freund
- 2022: Die Luft zum Atmen
- 2022: Wendland – Stiller und die Geister der Vergangenheit
- 2025: Lillys Verschwinden (Fernseh-Zweiteiler)

## Hörspiele
- 2005: Die Liebenden (2 Teile) (NDR)

## Publikationen
- 2018: Verschieben wir es auf morgen: wie ich dem Tod ein Schnippchen schlug, Ullstein leben, Berlin 2018, ISBN 978-3-96366-002-3